# MG ES5
MG ES5 ― акумуляторний електричний компактний кросовер, що випускається китайським автовиробником SAIC Motor під британською маркою MG.

## Огляд

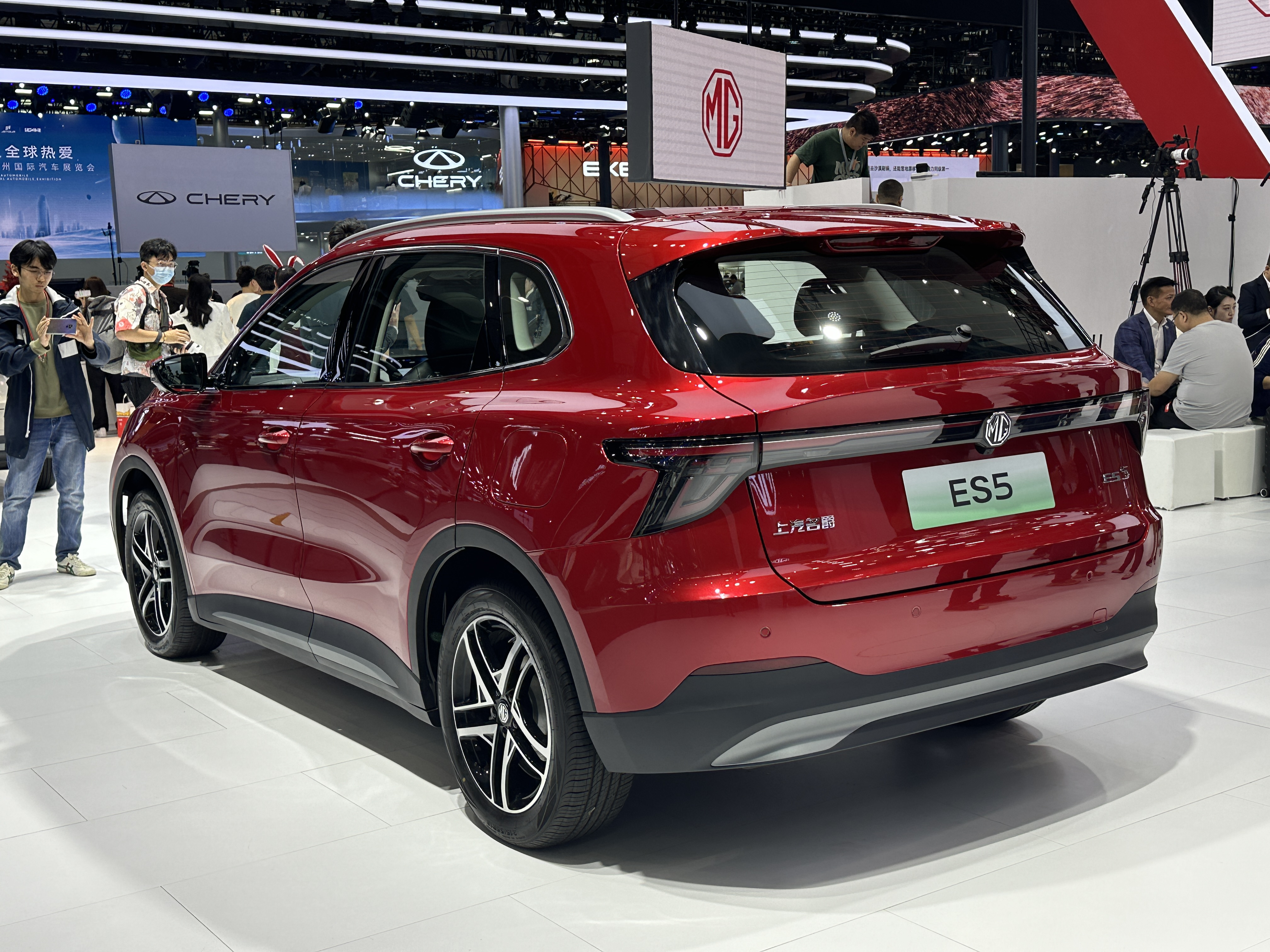

ES5 був представлений в жовтні 2024 року. За межами Китаю в таких регіонах, як Європа і Таїланд, він був представлений в березні 2025 року як MGS5 EV.
Спочатку модель була зареєстрована китайською владою як MG S5, але незадовго до представлення була перейменована на ES5.
Вона приводиться в рух заднім двигуном потужністю 125 кВт (170 к.с.) з задньою п'ятиважельною незалежною підвіскою.